# Salvador Munis Barreto de Aragão
Salvador Munis Barreto de Aragão, primeiro barão de Paraguaçu, (São Francisco do Conde, 2 de setembro de 1789 — Bahia, 15 de julho de 1865) foi um nobre brasileiro.
Casou-se com Teresa Clara do Nascimento Viana, é pai do Visconde de Paraguaçu.
Agraciado barão em 11 de outubro de 1848, era comendador da Imperial Ordem de Cristo.